# Sacse (Passinler)
Sacse (em turco: Saksı) ou Bardaque (em armênio: Բերդակ; romaniz.: Bardak) é uma vila no distrito e município de Passinler, na província e área metropolitana de Erzurum, na Turquia. De acordo com o censo de 2022, havia 228 residentes. Está localizada a 19 quilômetros a nordeste de Eruzurm e 17 quilômetros a noroeste de Passinler, perto do curso superior do rio Passinler. No início do século XX, havia 60 domicílios. Fazia parte do vilaiete de Erzurum no Império Otomano.